# Нир, Анат
Анат Нир (ивр. ענת ניר‎, род. 3 ноября 1979, Ganei Yehuda) — израильская предпринимательница и активистка по защите прав ЛГБТ. 

## Юные годы
Нир родилась в Ганей-Йехуда. Её родители разошлись, когда ей было восемь лет, и развелись десять лет спустя. Нир и её двух сестёр и братьев воспитывала их мать, психолог и организационный консультант Лили Нир.

## Карьера

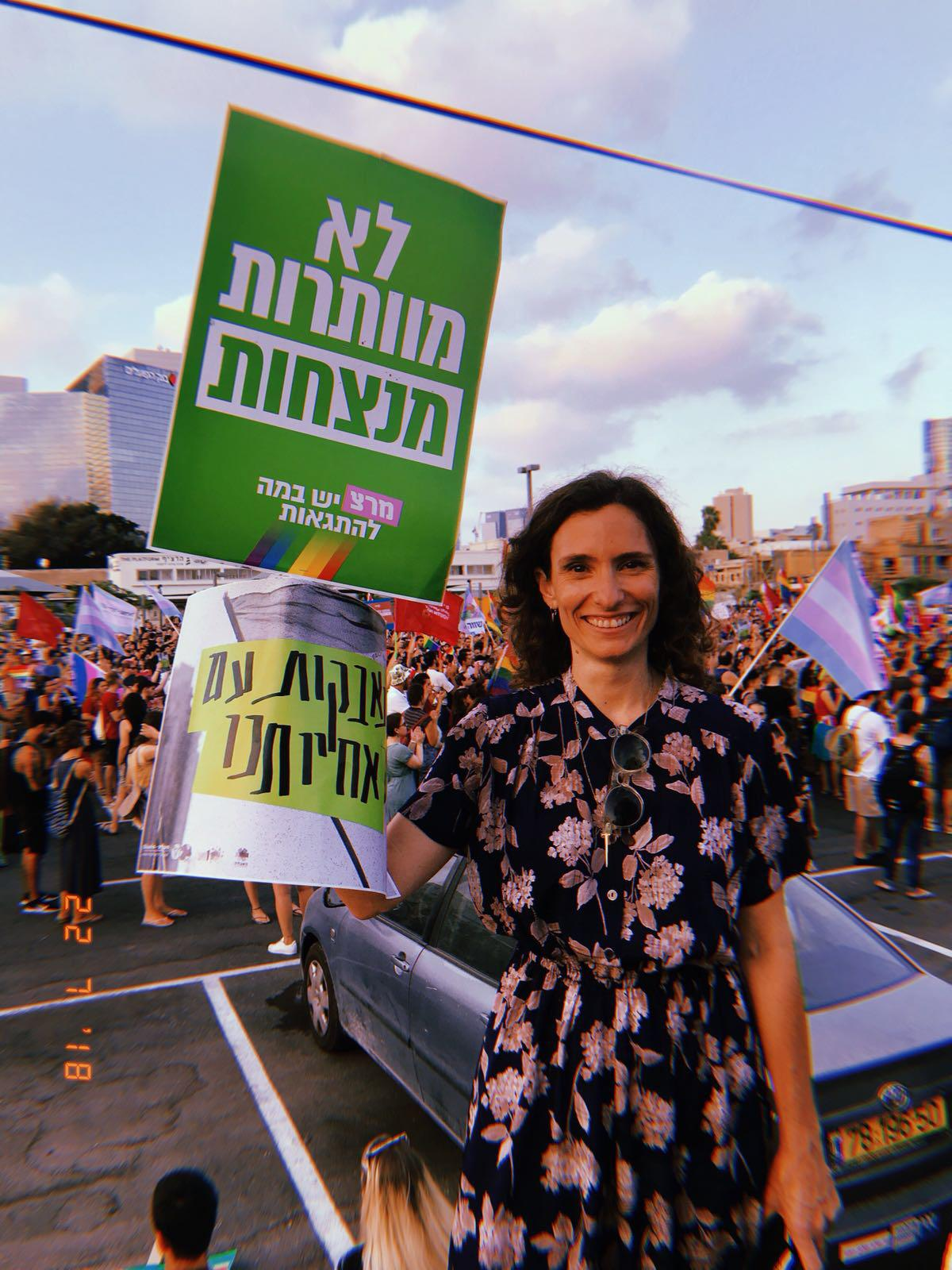
На забастовке ЛГБТ-сообщества Израиля в 2018 году

В возрасте 20 лет Нир основала первый лесбийский бар в Тель-Авиве на улице Лилиенблюм. Она — менеджер по маркетингу в Moovz, социальной сети ЛГБТ. Нир является деловым партнёром Даны Зив. Они основали бренд «Dana and Anat».
Нир организовала первый гей-парад в Беэр-Шеве. В 2008 году Нир и Зив основали и продюсировали кинофестиваль Lethal Lesbian. В 2009 году Нир была одним из лидеров кампании муниципалитета Тель-Авива по развитию ЛГБТ-туризма. Она работала в городской Ассоциации ЛГБТ, содействуя вовлечению женщин в мероприятия гей-парадов. 
Нир и Зив организовали центральную сцену Тель-Авивского прайда и работали в комитете по планированию. В 2008 году они стали первыми женщинами, управлявшими платформой на параде. К 2016 году половиной платформ управляли женщины.
Нир является председателем совета директоров Feminanci — Финансового колледжа для женщин. 
В политическом отношении Нир нравится партия «Мерец».

## Личная жизнь
Нир бисексуалка и идентифицирует себя с лесбийской культурой.